# Cẩm Bình (phường)
Cẩm Bình là một phường thuộc thành phố Cẩm Phả, tỉnh Quảng Ninh, Việt Nam.

## Địa lý
Phường Cẩm Bình có vị trí địa lý:
- Phía đông giáp phường Cẩm Sơn
- Phía tây giáp phường Cẩm Tây
- Phía nam giáp Vịnh Bái Tử Long có đường bờ biển dài trên 1 km
- Phía bắc phường giáp phường Cẩm Đông và phường Cẩm Tây.

Phường Cẩm Bình có diện tích 1,8 km², dân số là 8.813 người, mật độ dân số đạt 4.896 người/km².

## Lịch sử
Trước năm 2001, Cẩm Bình là một xã thuộc thị xã Cẩm Phả. Theo Nghị định số 51/2001/NĐ-CP ngày 16/8/2001 của Chính Phủ, phường Cẩm Bình được thành dựa trên toàn bộ diện tích và dân số của xã Cẩm Bình.